# Mokhtar Naili
Mokhtar Naili (en árabe: مختار النايلي‎; Ciudad de Túnez, Protectorado francés de Túnez, 3 de septiembre de 1953) es un exfutbolista de Túnez que jugaba en la posición de Guardameta.

## Carrera

### Club
Jugó toda su carrera con el Club Africain de 1969 a 1983, con el que fue campeón nacional en cuatro ocasiones, ganó cinco copas nacionales y dos supercopas, además de cuatro títulos internacionales

### Selección nacional
Jugó para Túnez en 30 ocasiones de 1977 a 1982, participó en la Copa Mundial de Fútbol de 1978 y en dos ediciones de la Copa Africana de Naciones.

## Logros
- CLP-1 (4): 1973, 1974, 1979, 1980
- Copa de Túnez (5): 1969, 1970, 1972, 1973, 1976
- Supercopa de Túnez (2): 1970, 1979
- Copa de Campeones Magreb (3): 1974, 1975, 1976
- Recopa del Magreb (1): 1971